# Sports utility vehicle

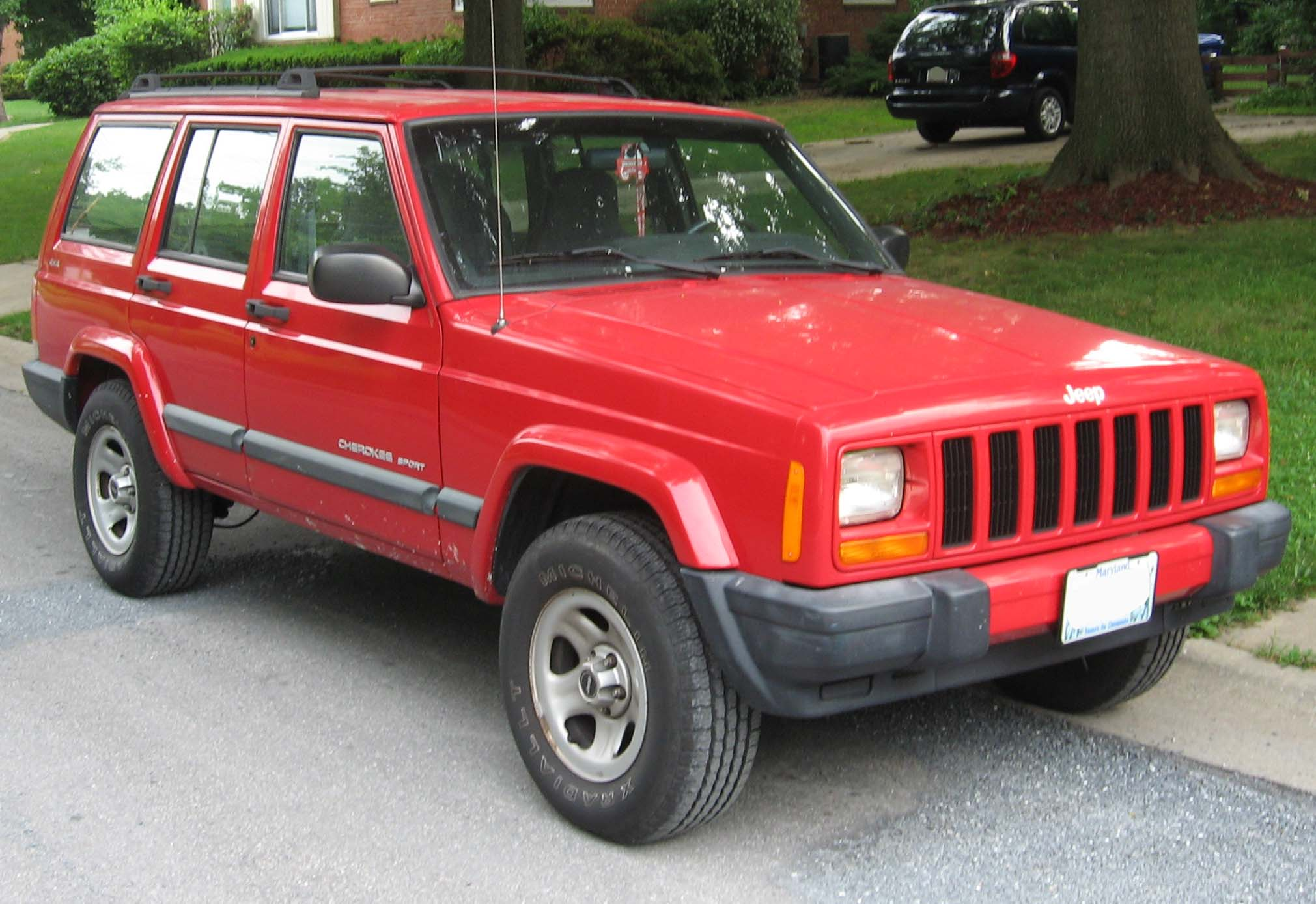
1997–2001 Jeep Cherokee, compacte SUV

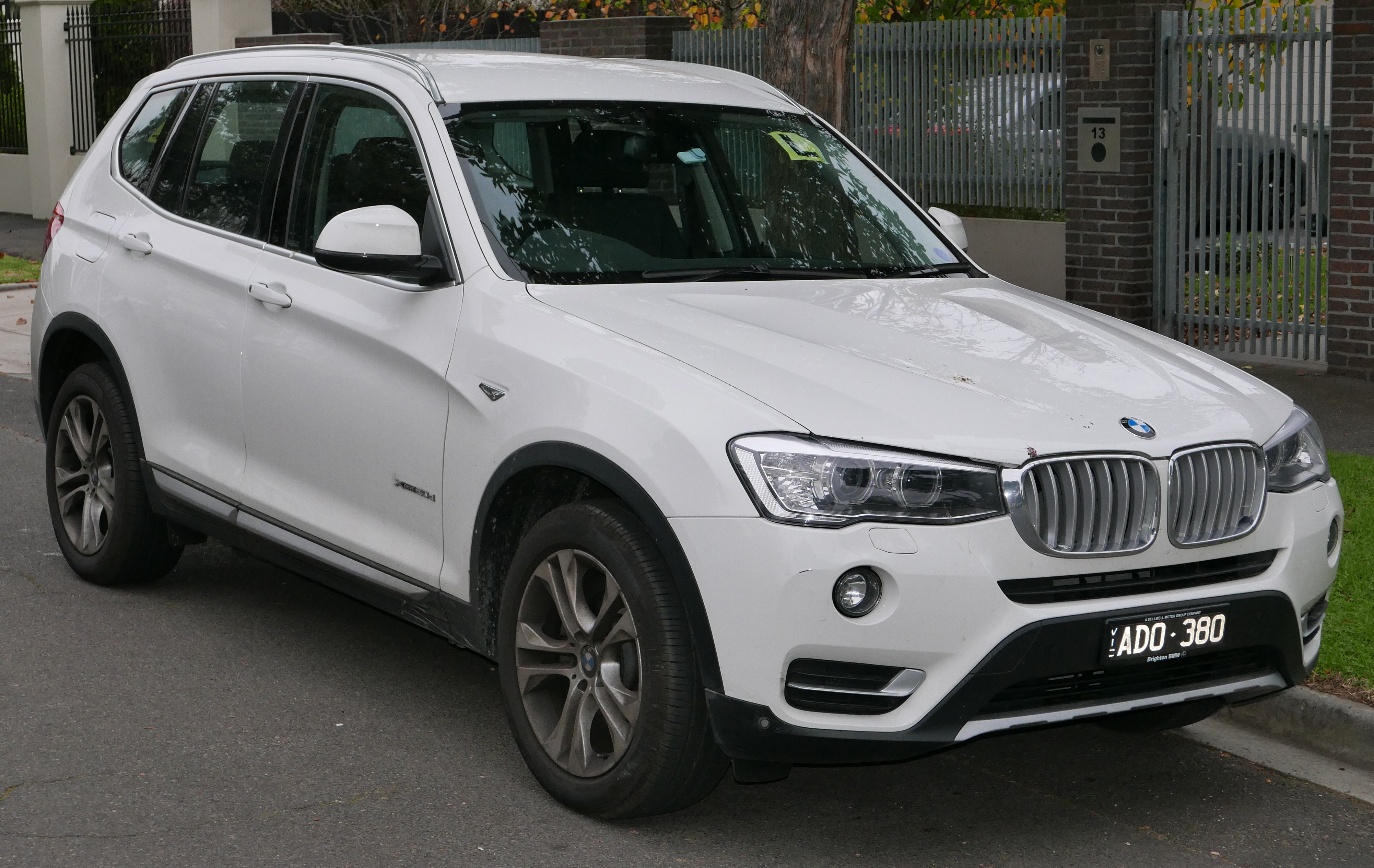
BMW X3, midsize SUV

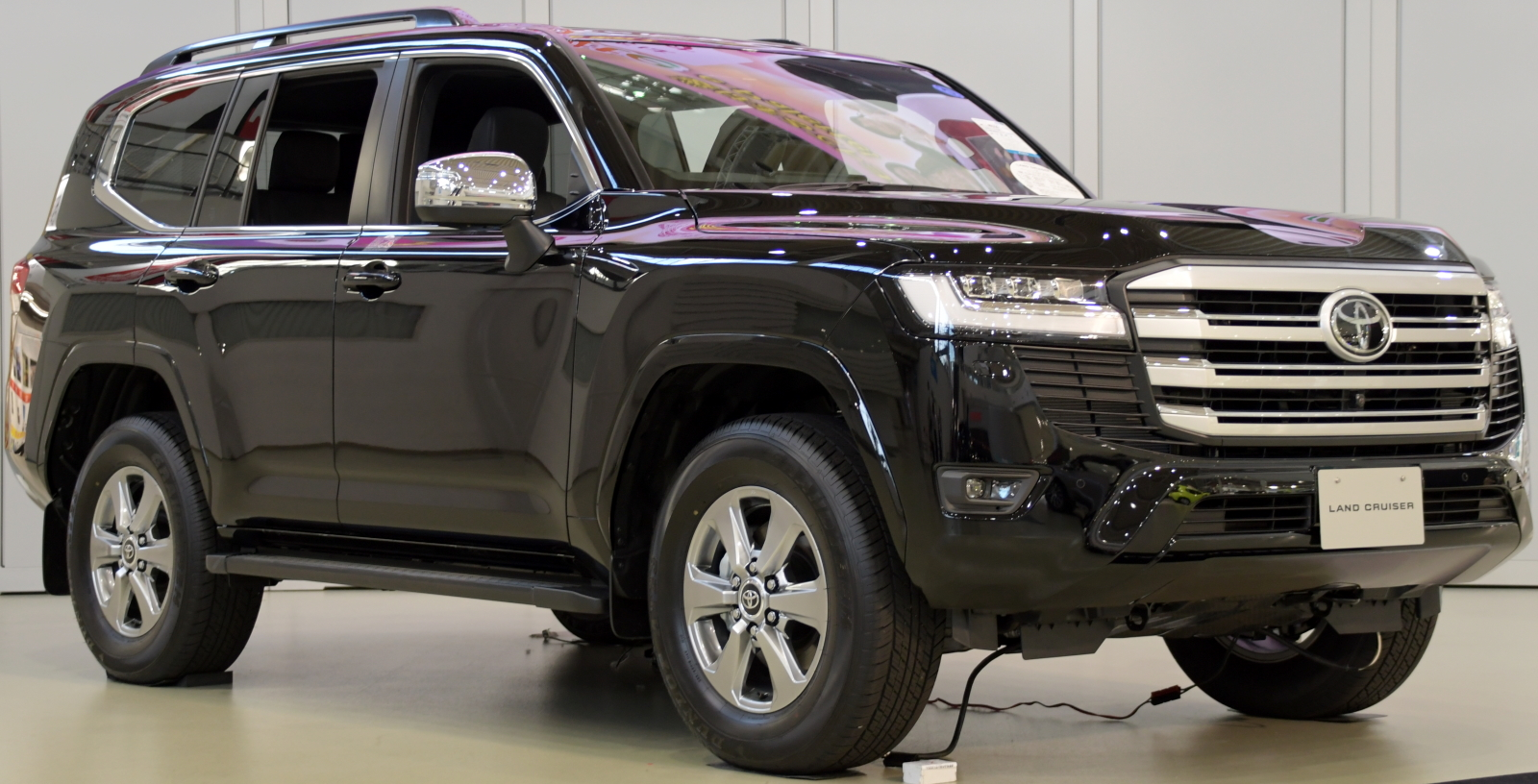
Toyota Land Cruiser, een Fullsize SUV

Een sports utility vehicle (SUV), of luxe terreinwagen, is een carrosserievorm van een auto met een verhoogde bodemvrijheid en de capaciteit om passagiers te vervoeren, zoals een stationwagon, in de meeste gevallen gecombineerd met off-road-techniek in de vorm van vierwielaandrijving (4WD). SUV's bestaan feitelijk al lang, de Range Rover dateert bijvoorbeeld van 1970, maar de benaming SUV is eind jaren negentig overgewaaid vanuit de Verenigde Staten. Dit type auto wint sinds het jaar 2005 ook in Europa aan populariteit. Ze hebben een hoge tot extra hoge instap.

## Geschiedenis
De terreinauto, zoals gebruikt in de Tweede Wereldoorlog door de Verenigde Staten (Jeep) en Duitsland (Volkswagen Kübelwagen), werd ontwikkeld om beter in het terrein ten opzichte van de verharde weg uit de voeten te kunnen. Hiervoor werden de auto's hoger op de wielen gezet (obstakels kunnen hiermee makkelijker genomen worden) en uitgerust met vierwielaandrijving (betere tractie).
Eind jaren negentig werd de terreinauto in Europa en vooral in Amerika populair. Om de auto's anders te marketen werden termen als SUV en CRUV uitgevonden. SUV's zijn auto's die ontwikkeld zijn om voornamelijk op de weg te rijden en hebben daarnaast eigenschappen om in het terrein ook uit de voeten te kunnen.
Vanwege de hoge olieprijs nam in de loop van 2008 de vraag naar zuinigere auto's sterk toe, waardoor bijvoorbeeld General Motors zich genoodzaakt zag enkele fabrieken waar SUV's werden geproduceerd te sluiten. Hoewel de vraag naar SUV's tijdens en na de kredietcrisis alsook door de hoge benzineprijzen enorm afnam zijn de SUV's na die periode weer enorm populair geworden. In 2018 waren wereldwijd vier op de tien verkochte auto's een SUV.

## Klasses
De SUV wordt door de meeste eigenaren gebruikt als grote gezinsauto. Het ruwe terrein wordt zelden opgezocht en de meeste kleinere SUV's zijn zelfs ongeschikt om op ruw terrein te rijden. De SUV's beschikken over het algemeen over veel binnenruimte, gemiddeld kennen de SUV's een kofferbakinhoud van 500/1700 liter. Sommige SUV's zijn uitgevoerd met zeven zitplaatsen, fullsize SUV's soms zelfs met negen zitplaatsen.
Er kan een onderscheid worden gemaakt in:
| Soort                | Omschrijving | Voorbeelden |
| -------------------- | --- | --- |
| Terreinwagens        | Eenvoudige maar krachtige 4x4-auto's die bedoeld zijn om offroad te presteren | Jeep Wrangler, Land Rover Defender, Hummer H1, Mercedes-Benz G-Klasse, Toyota Land Cruiser 70-serie, Suzuki Samurai, Daihatsu Feroza |
| Road of Luxury SUV's | Auto's die op de weg worden gebruikt, maar offroad ook geschikt zijn. Dit zijn vooral luxe, grote auto's met veel ruimte | Porsche Cayenne, Bentley Bentayga, Ford Expedition, Hummer H3, Range Rover Sport, Land Rover Discovery, Audi Q7, Lexus GX, Lexus LX, Lincoln Navigator, Saab 9-7X, Volkswagen Touareg, Volvo XC90, Toyota Land Cruiser, Hyundai Santa Fe, Jeep Grand Cherokee, Kia Sorento, Chevrolet Captiva, Mercedes GLE-Klasse, Mitsubishi Pajero en de Škoda Kodiaq |
| Fullsize SUV's       | Doorgaans zeer grote, luxe uitgevoerde wagens, met grote motoren, die offroad ook nog enigszins goed inzetbaar zijn. In sommige gevallen kunnen deze auto's dus wel goed overweg in het terrein en hebben vooral als doelstelling veel ruimte en luxe met enige offroad-capaciteiten. De BMW X6 en de Audi Q8 zijn hier voorbeelden van. | Cadillac Escalade, Audi Q8, BMW X6, Chevrolet Suburban, Hummer H2 en de Ford Excursion |
| Midsize SUV's        | Kleinere SUV's, die goed rijden op de weg, maar offroad niet even goed presteren als de grotere broers. Ligt qua gebruiksgemak tegen de 'MPV' aan | BMW X3, Audi Q5, Mercedes GLC, Land Rover Discovery Sport, Range Rover Evoque, Alfa Romeo Stelvio, Ford Kuga, Lincoln Aviator, Mercury Mountaineer, Mitsubishi Outlander, Hyundai ix35, Saab 9-4X, Jeep Compass, Honda CR-V, Volvo XC60, Hyundai Tucson                                                                                                  |
| Compacte SUV's       | Kleine SUV's die aanmerkelijk populairder zijn dan auto's in de midsize-klasse. Bijna elke autofabrikant heeft wel een SUV in dit segment. De auto is vooral geschikt om veel bagage te vervoeren maar is offroad vaak minder sterk | Ford EcoSport, Volkswagen Tiguan, Toyota RAV4, Kia Sportage, Subaru Forester, Suzuki Grand Vitara, SsangYong Korando, BMW X1, Opel Mokka, Nissan Qashqai, Mitsubishi ASX, Renault Kadjar, Audi Q3, Dacia Duster en de Škoda Kamiq |
| Mini SUV's           | Kleinste SUV's. Bij dit segment gaat het grotendeels om de uiterlijke uitstraling. De wagens bieden vaak matige binnenruimte en zijn vooral geschikt als stadsauto. Offroad presteren ze vaak niet veel beter dan een normale wegauto | Suzuki SX4, Daihatsu Terios |
| Crossovers           | Bestaande auto's die verhoogd zijn, of auto's met een SUV-uitzicht. Vaak bieden deze auto's in werkelijkheid niet meer veiligheid, ruimte en overzicht. In veel gevallen heeft de auto juist wel een goede terreincapaciteit (mede door het gebruik van vierwielaandrijving bij de Audi A6 Allroad) maar is de ruimte gelijk aan die van een stationwagen. De auto's zijn vaak verhoogde bestaande stationwagens met een extra grote bumperpartij | Subaru Outback, Audi A6 Allroad, Audi A4 Allroad, Volvo XC70, Seat Altea Freetrack, Volkswagen Passat Alltrack |

## (On)veiligheid
SUV's combineren de belangrijkste eigenschappen van twee types auto: luxe personenwagens en terreinwagens. De hoge, comfortabele zit is handig voor bestuurders die lange afstanden afleggen. Diverse SUV's zijn ook offroad zeer capabel. De hogere zit geeft SUV-rijders net als bestuurders van bestelwagens en bussen een beter overzicht op de weg voor zich, maar ook een beter zicht rondom en achter. Dat geeft de bestuurder een groter gevoel van veiligheid.
Tegelijkertijd lijkt de veiligheid voor overige verkeersdeelnemers af te nemen. In een zogenaamde scan die het Nederlandse ministerie van Verkeer en Waterstaat liet uitvoeren naar verkeersveiligheidsrisico's van SUV's in 2005, wordt dit type auto omschreven als niet passend "binnen het Nederlandse beleid inzake een permanente verbetering van de verkeersveiligheid". De onderzoekers wijzen op diverse studies waaruit blijkt dat door het gewicht en vooral door de neusvorm en de hoogte van SUV’s bij ongevallen met deze voertuigen ernstigere letsels optreden. De onderzoekers halen statistieken aan die uitwijzen dat bij ongevallen tussen SUV’s en personenauto’s de kans dat iemand overlijdt zesmaal groter is dan bij ongevallen tussen personenauto’s. De onderzoekers noemen het opvallend dat de kans op dodelijke afloop met SUV’s groter is bij ongevallen waarbij de SUV van rechts of links tegen de zijkant van de auto botst. Hoewel SUV's als veilige auto's voor de inzittenden worden gezien, zijn er ook op dat punt nadelen. De veiligheid van de inzittenden van een SUV kan gevaar lopen doordat SUV's een grotere kans hebben te kantelen, vanwege het hogere zwaartepunt.

## Milieu-impact
Vanwege hun hoge vorm en gewicht is het brandstofverbruik, en daarmee de uitstoot van koolstofdioxide (CO2), van dit type auto veel hoger dan bij hatchbacks en sedans. Een typische SUV stoot gemiddeld 16 gram CO2 per kilometer meer uit dan een hatchback. Het aandeel SUV’s op de Europese wegen is gegroeid van 7% in 2009 naar 36% in 2018. Het Nederlandse wagenpark heeft een gemiddelde uitstoot van 105,5 gram CO2 per kilometer.
Volgens een rapport van het IEA (Internationaal Energie Agentschap) steeg in 2021 de verkoop van de SUV met 10 procent. De groei kwam voor rekening van de VS, India, Europa en, in mindere mate, China. In dat jaar kwamen er wereldwijd 35 miljoen SUV's bij, verantwoordelijk voor een uitstoot van 120 miljoen ton CO2. Heel het mondiale SUV-wagenpark, 300 miljoen auto's, stootte 900 miljoen ton CO2 uit. Vergelijkbaar met de uitstoot van Duitsland van dit broeikasgas. En dit zes jaar na het Klimaatakkoord van Parijs.
Er zijn onder andere in de Verenigde Staten actiegroepen die protesteren tegen het gebruik van de SUV als luxe gezinsauto, vanwege het hoge brandstofverbruik, de onveiligheid voor voetgangers en de milieu-onvriendelijkheid.
Leden van een "lokaal anti-SUV-collectief" in Gent voerden actie door een 200 SUV's met "bloed"(tomatenketchup) te besmeuren. In Londen voerde de actiegroep "Tyre Extinguishers" (Bandenblussers) actie: zij lieten banden van 120 SUV's leeglopen. In enkele steden, zoals Parijs, Londen en Nijmegen is gepoogd de toegang voor SUV's te beperken.

## Voorbeelden
- Acura MDX, Acura CDX, Acura RDX
- Alfa Romeo Stelvio
- Audi Q2, Q3, Q5, Q7, Q8, e-tron
- Bentley Bentayga
- BMW X1, X2, X3, X4, X5, X6, X7
- Borgward BX5, BX6, BX7, BXi7
- Buick Encore, Buick Envision, Buick Enclave
- Cadillac XT4, Cadillac XT5, Cadillac Escalade
- Chevrolet Equinox, Traverse, Tahoe, Blazer, Trailblazer, Trax, Orlando, Onix, Spin
- Citroën C3, C3 Aircross, C3-XR, C4 Aircross, C4 Cactus, C5 Aircross, e-Méhari
- Dacia Duster
- Daihatsu Cast, Xenia, Terios
- Dodge Journey, Durango
- DS 3 Crossback, DS 6, DS 7 Crossback
- Ford Ford Fiesta Active, Ford Ka+ Active, Ford Focus Active, Ford EcoSport, Ford Kuga, Ford Edge, Ford Flex, Ford Explorer, Ford Expedition, Ford Everest, Ford Territory
- Honda Honda HR-V, Honda CR-V, Honda Pilot, Honda XR-V, Honda Avancier, Honda Crosstour, Honda WR-V, Honda BR-V
- Hummer Hummer H1, Hummer H2, Hummer H3
- Hyundai
- Infiniti FX, Infiniti Q56
- Jeep Cherokee, Jeep Commander, Jeep Grand Cherokee
- Sorento, Sportage
- Kia Soul - De Kia Soul EV is de elektrisch aangedreven variant hiervan.
- Land Rover Range Rover Evoqué
- Lexus GX, Lexus LX, Lexus RX
- Lincoln Aviator, Lincoln Navigator
- Tribute
- Mercedes-Benz M-Klasse
- Mercury Mountaineer
- Nissan Qashqai
- Opel Antara
- Peugeot 3008
- Porsche Cayenne
- Range Rover
- Renault Captur
- Saab 9-4X, Saab 9-7X
- Seat Altea Freetrack, Seat Ateca
- Škoda Karoq, Škoda Kodiaq
- SsangYong Rexton, Kyron
- Subaru Forester
- Suzuki Jimny
- Tesla Model X
- Toyota Land Cruiser, RAV4
- Volkswagen Tiguan, Touareg
- Volvo XC40, Volvo XC60, Volvo XC90

## Trivia
- SUV's worden in Nederland ook wel PC Hooft-tractoren genoemd, aangezien in deze winkelstraat in Amsterdam dergelijke auto's opvallend vaak de boventoon voeren in het straatbeeld. Ook wordt de pejoratieve term asobak[9] gebruikt voor dergelijke auto's, niet in het laatst na een actie van GroenLinks in Nijmegen om deze auto's uit de stad te weren. In andere landen bestaan vergelijkbare termen voor opzichtig grote en dure SUV's: In Groot-Brittannië noemt men zo'n auto Chelsea-tractor, naar de chique wijk Chelsea in Londen. In Australië wordt vergelijkbaar Toorak-tractor gebruikt als aanduiding voor auto's die vooral als statussymbool lijken te zijn aangeschaft en niet vanwege vermeende offroad rijkwaliteiten. In het Duits worden ze wel „Panzerähnliche Autos“ (Tankachtige auto's)[10], „Muttipanzer“ (Mamma’s tank)[11] of „Hausfrauenpanzer“ (Huisvrouwentank) genoemd.[12]